# China Asian Sevens 2012
China Asian Sevens 2012 – czwarta edycja wchodzącego w skład mistrzostw Azji turnieju China Asian Sevens przeznaczonego dla męskich reprezentacji narodowych w rugby 7. Odbyła się w dniach 22–23 września 2012 roku na Yuanshen Stadium w Szanghaju będąc drugim turniejem sezonu 2012.

## Informacje ogólne
Rozegrane na Yuanshen Stadium zawody były drugim turniejem sezonu 2012 i początkowo miało wziąć w nim udział dwanaście reprezentacji. W związku z ponownie rozgorzałym sporem o Wyspy Senkaku i nacjonalistycznymi protestami w chińskich miastach skierowanych przeciwko Japonii, ARFU uznał, iż nie będzie mógł zapewnić bezpieczeństwa zawodnikom z tego kraju. Z uwagi na fakt, iż wycofanie się Japończyków nastąpiło nie z ich winy, organizatorzy cyklu postanowili, iż do klasyfikacji końcowej za turniej w Szanghaju otrzymają oni średnią arytmetyczną dwóch swoich pozostałych występów. Kazachowie nie stawili się natomiast na turniej nie otrzymawszy wiz.
Ostatecznie dziesięć uczestniczących drużyn rywalizowało w pierwszej fazie systemem kołowym podzielone na dwie pięciozespołowe grupy, po czym czołowa dwójka z każdej z grup awansowała do półfinałów, pozostałe drużyny zmierzyły się zaś w walce o poszczególne miejsca. Rozstawienie zespołów nastąpiło na podstawie wyników Borneo Sevens 2012.
Faworyzowane zespoły Hongkongu i Chin w deszczowej pogodzie i przy prawie pustym stadionie nie zawiodły w pierwszym dniu zawodów, a po półfinałowych zwycięstwach spotkały się w finale, w którym wyraźnie lepsi okazali się reprezentanci Hongkongu.
Wyróżnienie dla najlepszego zawodnika turnieju zdobył reprezentant Hongkongu, Jamie Hood.

## Faza grupowa

### Grupa A
| 22 września 201211:20 | Korea Południowa | 17:12 | Sri Lanka | Yuanshen Stadium, Szanghaj |
| 22 września 201211:20 |                  | 17:12 |           | Yuanshen Stadium, Szanghaj |

| 22 września 201212:00 | Hongkong | 40:0 | Singapur | Yuanshen Stadium, Szanghaj |
| 22 września 201212:00 |          | 40:0 |          | Yuanshen Stadium, Szanghaj |

| 22 września 201214:00 | Korea Południowa | 19:14 | Zjednoczone Emiraty Arabskie | Yuanshen Stadium, Szanghaj |
| 22 września 201214:00 |                  | 19:14 |                              | Yuanshen Stadium, Szanghaj |

| 22 września 201214:40 | Hongkong | 36:7 | Sri Lanka | Yuanshen Stadium, Szanghaj |
| 22 września 201214:40 |          | 36:7 |           | Yuanshen Stadium, Szanghaj |

| 22 września 201216:20 | Zjednoczone Emiraty Arabskie | 19:12 | Singapur | Yuanshen Stadium, Szanghaj |
| 22 września 201216:20 |                              | 19:12 |          | Yuanshen Stadium, Szanghaj |

| 22 września 201217:00 | Hongkong | 36:14 | Korea Południowa | Yuanshen Stadium, Szanghaj |
| 22 września 201217:00 |          | 36:14 |                  | Yuanshen Stadium, Szanghaj |

| 23 września 201209:00 | Sri Lanka | 41:0 | Singapur | Yuanshen Stadium, Szanghaj |
| 23 września 201209:00 |           | 41:0 |          | Yuanshen Stadium, Szanghaj |

| 23 września 201209:40 | Hongkong | 42:0 | Zjednoczone Emiraty Arabskie | Yuanshen Stadium, Szanghaj |
| 23 września 201209:40 |          | 42:0 |                              | Yuanshen Stadium, Szanghaj |

| 23 września 201211:20 | Korea Południowa | 42:0 | Singapur | Yuanshen Stadium, Szanghaj |
| 23 września 201211:20 |                  | 42:0 |          | Yuanshen Stadium, Szanghaj |

| 22 września 201212:00 | Sri Lanka | 45:0 | Zjednoczone Emiraty Arabskie | Yuanshen Stadium, Szanghaj |
| 22 września 201212:00 |           | 45:0 |                              | Yuanshen Stadium, Szanghaj |

### Grupa B
| 22 września 201211:40 | Chińskie Tajpej | 26:7 | Malezja | Yuanshen Stadium, Szanghaj |
| 22 września 201211:40 |                 | 26:7 |         | Yuanshen Stadium, Szanghaj |

| 22 września 201212:20 | Chiny | 33:0 | Tajlandia | Yuanshen Stadium, Szanghaj |
| 22 września 201212:20 |       | 33:0 |           | Yuanshen Stadium, Szanghaj |

| 22 września 201214:20 | Chińskie Tajpej | 14:12 | Filipiny | Yuanshen Stadium, Szanghaj |
| 22 września 201214:20 |                 | 14:12 |          | Yuanshen Stadium, Szanghaj |

| 22 września 201215:00 | Chiny | 36:0 | Malezja | Yuanshen Stadium, Szanghaj |
| 22 września 201215:00 |       | 36:0 |         | Yuanshen Stadium, Szanghaj |

| 22 września 201216:40 | Tajlandia | 24:12 | Filipiny | Yuanshen Stadium, Szanghaj |
| 22 września 201216:40 |           | 24:12 |          | Yuanshen Stadium, Szanghaj |

| 22 września 201217:20 | Chiny | 31:7 | Chińskie Tajpej | Yuanshen Stadium, Szanghaj |
| 22 września 201217:20 |       | 31:7 |                 | Yuanshen Stadium, Szanghaj |

| 23 września 201209:20 | Malezja | 28:10 | Tajlandia | Yuanshen Stadium, Szanghaj |
| 23 września 201209:20 |         | 28:10 |           | Yuanshen Stadium, Szanghaj |

| 23 września 201210:00 | Chiny | 36:5 | Filipiny | Yuanshen Stadium, Szanghaj |
| 23 września 201210:00 |       | 36:5 |          | Yuanshen Stadium, Szanghaj |

| 23 września 201211:40 | Chińskie Tajpej | 7:7 | Tajlandia | Yuanshen Stadium, Szanghaj |
| 23 września 201211:40 |                 | 7:7 |           | Yuanshen Stadium, Szanghaj |

| 23 września 201212:20 | Filipiny | 38:12 | Malezja | Yuanshen Stadium, Szanghaj |
| 23 września 201212:20 |          | 38:12 |         | Yuanshen Stadium, Szanghaj |

| 22 września 201211:20 | Korea Południowa | 17:12 | Sri Lanka | Yuanshen Stadium, Szanghaj |
| 22 września 201211:20 |                  | 17:12 |           | Yuanshen Stadium, Szanghaj |

## Faza pucharowa

### Cup
|  |                  |                  |           |                   |    |          |          |       |
|  | Półfinały        | Półfinały        | Półfinały |                   |    | Finał    | Finał    | Finał |
|  | Półfinały        | Półfinały        | Półfinały |                   |    | Finał    | Finał    | Finał |
|  |                  |                  |           |                   |    |          |          |       |
|  |                  |                  |           |                   |    |          |          |       |
|  | Hongkong         | Hongkong         | 40        |                   |    |          |          |       |
|  | Hongkong         | Hongkong         | 40        |                   |    |          |          |       |
|  | Chińskie Tajpej  | Chińskie Tajpej  | 7         |                   |    |          |          |       |
|  | Chińskie Tajpej  | Chińskie Tajpej  | 7         |                   |    | Hongkong | Hongkong | 40    |
|  |                  |                  |           |                   |    | Hongkong | Hongkong | 40    |
|  |                  |                  | Chiny     | Chiny             | 10 |          |          |       |
|  | Chiny            | Chiny            | Chiny     | Chiny             | 10 | 26       |          |       |
|  | Chiny            | Chiny            |           |                   |    |          |          |       |
|  | Korea Południowa | Korea Południowa | 17        |                   |    |          |          |       |
|  | Korea Południowa | Korea Południowa | 17        | Mecz o 3. miejsce |    |          |          |       |
|  |                  |                  |           |                   |    |          |          |       |
|  |                  |                  |           |                   |    |          |          |       |
|  |                  |                  |           |                   |    |          |          |       |
|  | Chińskie Tajpej  | Chińskie Tajpej  | 26        |                   |    |          |          |       |
|  | Chińskie Tajpej  | Chińskie Tajpej  | 26        |                   |    |          |          |       |
|  | Korea Południowa | Korea Południowa | 7         |                   |    |          |          |       |
|  | Korea Południowa | Korea Południowa | 7         |                   |    |          |          |       |

| 23 września 201214:20 | Hongkong | 40:7 | Chińskie Tajpej | Yuanshen Stadium, Szanghaj |
| 23 września 201214:20 |          | 40:7 |                 | Yuanshen Stadium, Szanghaj |

| 23 września 201214:40 | Chiny | 26:17 | Korea Południowa | Yuanshen Stadium, Szanghaj |
| 23 września 201214:40 |       | 26:17 |                  | Yuanshen Stadium, Szanghaj |

| 23 września 201217:30 | Hongkong | 40:10 | Chiny | Yuanshen Stadium, Szanghaj |
| 23 września 201217:30 |          | 40:10 |       | Yuanshen Stadium, Szanghaj |

| 23 września 201217:00 | Chińskie Tajpej | 26:7 | Korea Południowa | Yuanshen Stadium, Szanghaj |
| 23 września 201217:00 |                 | 26:7 |                  | Yuanshen Stadium, Szanghaj |

### Mecz o 5. miejsce
| 23 września 201215:20 | Malezja | 19:14 | Singapur | Yuanshen Stadium, Szanghaj |
| 23 września 201215:20 |         | 19:14 |          | Yuanshen Stadium, Szanghaj |

### Mecz o 7. miejsce
| 23 września 201216:00 | Filipiny | 24:12 | Zjednoczone Emiraty Arabskie | Yuanshen Stadium, Szanghaj |
| 23 września 201216:00 |          | 24:12 |                              | Yuanshen Stadium, Szanghaj |

### Mecz o 9. miejsce
| 23 września 201216:20 | Sri Lanka | 22:7 | Tajlandia | Yuanshen Stadium, Szanghaj |
| 23 września 201216:20 |           | 22:7 |           | Yuanshen Stadium, Szanghaj |

## Klasyfikacja końcowa
| Miejsce | Reprezentacja                | Punkty |
| ------- | ---------------------------- | ------ |
| 1       | Hongkong                     | 16     |
| 2       | Chiny                        | 15     |
| 3       | Chińskie Tajpej              | 14     |
| 4       | Korea Południowa             | 13     |
| 5       | Sri Lanka                    | 12     |
| 6       | Tajlandia                    | 11     |
| 7       | Filipiny                     | 10     |
| 8       | Zjednoczone Emiraty Arabskie | 9      |
| 9       | Malezja                      | 8      |
| 10      | Singapur                     | 7      |